# Эберхард II фон дер Марк-Аренберг
Эврар (Эберхард) II де Ла Марк-Аренберг (фр. Évrard II de La Marck-Arenberg; нем. Eberhard II. von der Marck-Arenberg; ок. 1375—1440) — князь Седана с 1424 года, граф Аренберга.

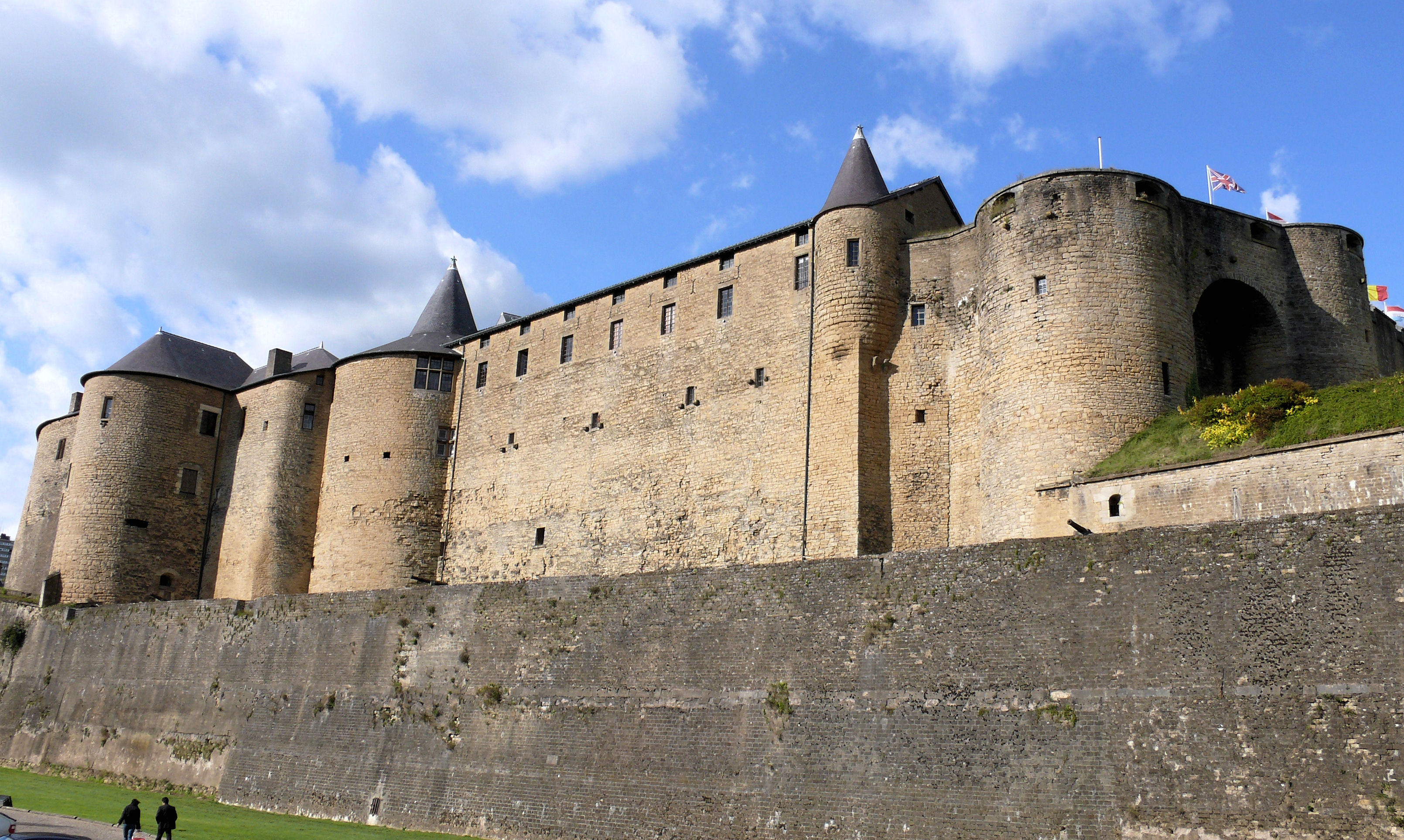
Замок Седан

Внук Энгельберта II, графа де Ла Марк. Сын Эврара (Эберхарда) I де Ла Марк-Аренберг и Марии де Лооз, внучки Жана I де Лооз.
В 1387 году после смерти отца наследовал графство Аренберг, в 1400 году после смерти матери — сеньории Ажимон, Люмэн, Невшатель-сюр-Арденн.
Был женат на Марии де Бракмон. У её брата Луи де Бракмона, погрязшего в долгах, 8 мая 1424 года купил сеньории Седан и Бракмон.
Построил в своих новых владениях замок Седан.
С 1422 года — сеньор де Рошфор, граф Монтегю (по правам второй жены).

## Семья
- 1-я жена Мария де Бракмон, дочь Гильома де Бракмон.

Дети от первой жены:
- Жан II де Ламарк (ок. 1410—1470), князь Седана;
- Жак (Якоб), сеньор д’Эссо (бездетный)
- Елизавета, жена графа Георга цу Зайн-Витгенштейн.

- 2-я жена (1422) — Агнесса де Валькур, дама де Рошфор, дочь и наследница намюрского сеньора Жана де Рошфора, графа Монтегю.

Дети от второй жены:
- Эберхард де Рошфор (ум. 1452) — сеньор де Рошфор, граф Монтегю
- Жан де Ламарк, архидиакон в Льеже
- Людовик I — сеньор, затем граф (1494) де Рошфор.